# 古迪納夫島
古迪納夫島是巴布亞新畿內亞米爾恩灣省的島嶼，是當特爾卡斯托群島三大島嶼之一，長39公里、闊26公里，面積687平方公里，海岸線116公里，島上最高點海拔2,536米，年降雨量1,520至2,540毫米，是世界上降雨量最多的島嶼之一。